# 敦儀親王
敦儀親王（あつのりしんのう）は、平安時代中期の皇族。三条天皇の第二皇子。官位は三品・式部卿。岩蔵式部卿宮と号す。

## 経歴
寛弘8年（1011年）6月の父・三条天皇の即位に伴い、10月に第三皇子の敦平とともに親王宣下を受ける。長和2年（1013年）3月に敦平親王とともに清涼殿の殿上において元服し、加冠役を藤原道長が務めた。三品に叙せられたのち、同年6月に中務卿に任じられる。
長和5年（1016年）三条天皇の譲位後に春宮に立ったものの不行跡が絶えない敦明親王を憂いた母后の娍子が、代わりに敦儀親王を皇嗣とすることを藤原実資に相談するが、驚いた実資は「族滅」を恐れて辞退している。まもなく、道長の画策で敦明親王は春宮辞退へ追い込まれ、新春宮には道長の外孫・敦良親王が立ったため、皇統は三条天皇系から遠のいた。
後一条朝の寛仁4年（1020年）式部卿に転任する。同年には中納言・藤原隆家の長女との結婚が決まるが、この結婚は藤原道長の不興を買い、婚儀は翌治安元年（1021年）2月に延期された。
長元元年（1028年）妃（隆家長女）と死別し、長元3年（1030年）8月19日に大雲寺において出家、法名は悟覚、号は南泉房。出家後は岩蔵に住した。後冷泉朝の天喜2年（1054年）7月11日薨去。享年58。

## 官歴
- 寛弘8年（1011年） 10月5日：親王宣下[5]
- 長和2年（1013年） 3月23日：元服[1][6] 。日付不詳：三品[1]。6月23日：中務卿[1]
- 寛仁4年（1020年） 1月30日：式部卿
- 長元3年（1030年） 8月19日：出家（三品式部卿）
- 天喜2年（1054年） 7月11日：薨去